# 존스 홉킨스 교육대학
존스 홉킨스 교육대학(Johns Hopkins School of Education)은 메릴랜드주 볼티모어에 위치한 존스 홉킨스 대학교의 9개 대학 중 하나이다. 메릴랜드 주에서 교육학석사를 가장 많이 배출해내는 존스 홉킨스 교육대학은, 현직교사들을 위한 과정을 통해 일과 학위를 동시에 취득할 수 있도록 도와주는 것으로 유명하다. 이는 1901년 설립 당시부터 시작된 이 전통과정이기도 하다. 본 교육대학의 위치 또한 큰 장점인데, 볼티모어 시 도심부와 가까워 도시에서의 교육연구에 큰 도움이 되기도 한다. 교사교육과정인정위원회(National Council for Accreditation of Teacher Eduction)으로부터 인가를 받았으며, 대학의 모든 증명서(certification) 과정은 메릴랜드주 교육청으로부터 인가를 받는다. 2009년, U.S. News & World Report의 최고 교육대학원 순위에서 전미 7위를 차지했다.

## 소속 학부
- 교사양성과정 (Teacher Preparation)
- 교사개발 및 리더십 (Teacher Development and Leadership)
- 특수교육 (Special Education)
- 상담 및 휴먼서비스 (Counseling and Human Services)
- 교육 학제간 연구 (DISE, Interdisciplinary Studies in Education)
- 공공안전 리더십부 (PSL, Division of Public Safety Leadership)

## 연구 센터
- 교육연구개혁센터 (Center for Research and Reform in Education)
- 기술교육센터 (Center for Technology in Education)

## 같이 보기
- 존스 홉킨스 대학교